# Süß (Nentershausen)
Süß ist ein Ortsteil der Gemeinde Nentershausen im Landkreis Hersfeld-Rotenburg in Hessen.

## Geographische Lage
Süß liegt im Richelsdorfer Gebirge südöstlich vom Hauptort. Durch Süß, das von Wald umgeben ist, fließt die Weihe und führt die Landesstraße 3250.

## Geschichte
Erstmals urkundlich erwähnt wurde der Ort schon im Jahr 744. Der Ortsname Süß stammt vom althochdeutschen Siazza = Ansiedlung, Weideplatz. Weitere bekannte Namen für das Dorf sind Susse, Sussz und Sus. Nach mehreren Besitzerwechseln kam das bis dahin thüringische Süß mit den Orten Bosserode und Raßdorf im Jahr 1733 zum Baumbachschen Gericht Nentershausen im Amt Sontra und damit zu Hessen. Grund dieser vertraglichen Regelung war, dass der Landgraf Friedrich von Hessen seine Ansprüche auf das gemeinsam mit Sachsen-Eisenach verwaltete Amt Hausbreitenbach fallen ließ und dafür u. a. die drei Orte aus dem thüringischen Amt Gerstungen erhielt. Im Ort wurden im Mittelalter Kupferschiefer, Kobalt, Nickel und Schwerspat abgebaut. 1962 wurde der Bergbau eingestellt.
Im Zuge der hessischen Gebietsreform fusionierten die bis dahin selbständigen Gemeinden Bauhaus, Dens, Mönchhosbach, Nentershausen, Süß und Weißenhasel zum 31. Dezember 1971 zur neuen Großgemeinde Nentershausen. Für Süß wurde ein Ortsbezirk mit Ortsbeirat und Ortsvorsteher nach der Hessischen Gemeindeordnung gebildet. Er umfasst das Gebiet der ehemaligen Gemeinde Süß.

## Politik
Der Ortsbeirat besteht aus sieben Mitgliedern. Nach den Kommunalwahlen in Hessen 2021 gehören ihm sechs fraktionslose Mitgliedern an. Ortsvorsteher ist Gabriel Beck.

## Sonstiges
Im Ort gibt es einen Friedhof und ein Dorfgemeinschaftshaus.
Für die unter Denkmalschutz stehenden Kulturdenkmale des Ortes siehe die Liste der Kulturdenkmäler in Süß.